# Cratichneumon vinnulus
Cratichneumon vinnulus är en stekelart som först beskrevs av Cresson 1864.  Cratichneumon vinnulus ingår i släktet Cratichneumon och familjen brokparasitsteklar. Inga underarter finns listade i Catalogue of Life.